# Велике горе маленької жінки
«Велике горе маленької жінки» (інша назва: «Як іноді буває») — український радянський німий чорно-білий художній фільм, поставлений на студії Одеська кінофабрика ВУФКУ в 1929 році режисером Марком Терещенком.

## Сюжет
На одній із залізничних станцій під час громадянської війни Галина Оскілко втратила свого чоловіка Сергія. Минуло багато років, але, виховуючи їх сина, вона залишалася вірною йому. Галину любить Павло Ковальчук, але вона все ще сподівається дочекатися чоловіка. Раптово вона зустрічає Сергія, але він виявляється одруженим з іншою жінкою. Фільм з позицій соціалістичного підходу до старорежимного почуття подружньої вірності довіку переконує глядача, що жінка може стати подругою і супутницею хорошого товариша, що по-справжньому любить її.

## У ролях
- Зоя Валевська —  Галя Оскілко
- І. Судьбінін —  Сергій
- Антон Клименко —  Павло Ковальчук
- Анна Обухович —  сестра Ковальчука
- Оксана Підлісна —  Ніна, друга дружина Сергія
- С. Шиманський —  Ваня, син Галі
- Іван Замичковський — епізод
- Володимир Лісовський — епізод
- Георгій Астаф'єв — епізод
- Раїса Рамі-Шор — епізод

## Знімальна група
- Режисер — Марк Терещенко
- Сценарист — Василь Радиш
- Оператор — Борис Завелєв
- Художник — Володимир Мюллер